# Prachtkleid

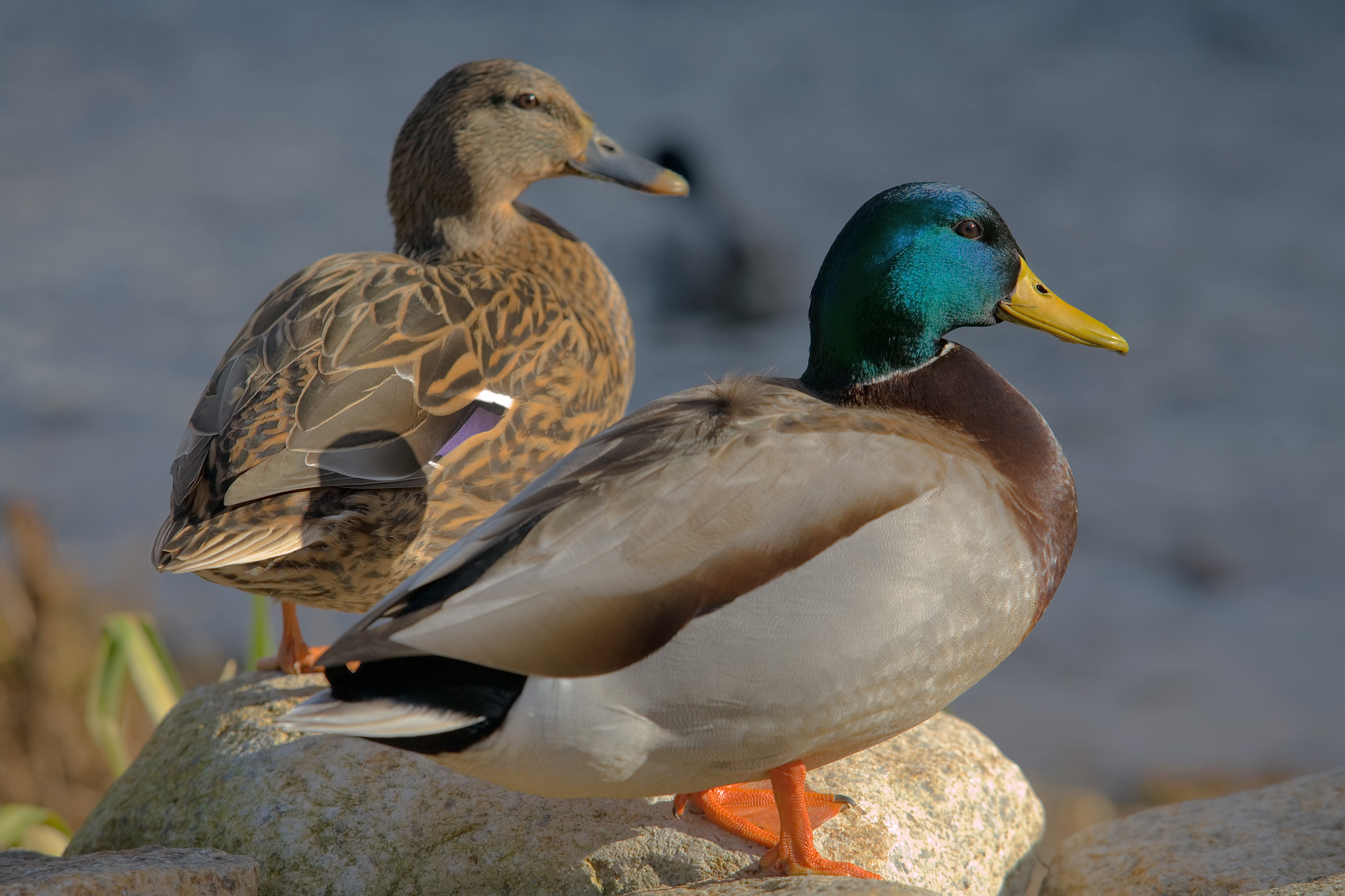
Stockentenpaar, vorn das männliche Tier im Prachtkleid

Ein sogenanntes Pracht- oder Brutkleid, mitunter auch Hochzeitskleid ist das abweichende Aussehen, welches zahlreiche Tierarten während der Paarungszeit (bzw. Balz) zur Schau tragen, um bessere Aussichten bei der Partnerwahl zu haben. In der Regel wird das farblich auffälligere Prachtkleid überwiegend von männlichen Tieren getragen, um die Chance zu erhöhen von Weibchen erwählt zu werden und ist bei Arten mit Geschlechtsdimorphismus vertreten.
Neben Vögeln, bilden diverse Amphibien, Fische und Weichtiere vorübergehend ein gefärbtes Prachtkleid aus, das sie nur in der Paarungszeit tragen.

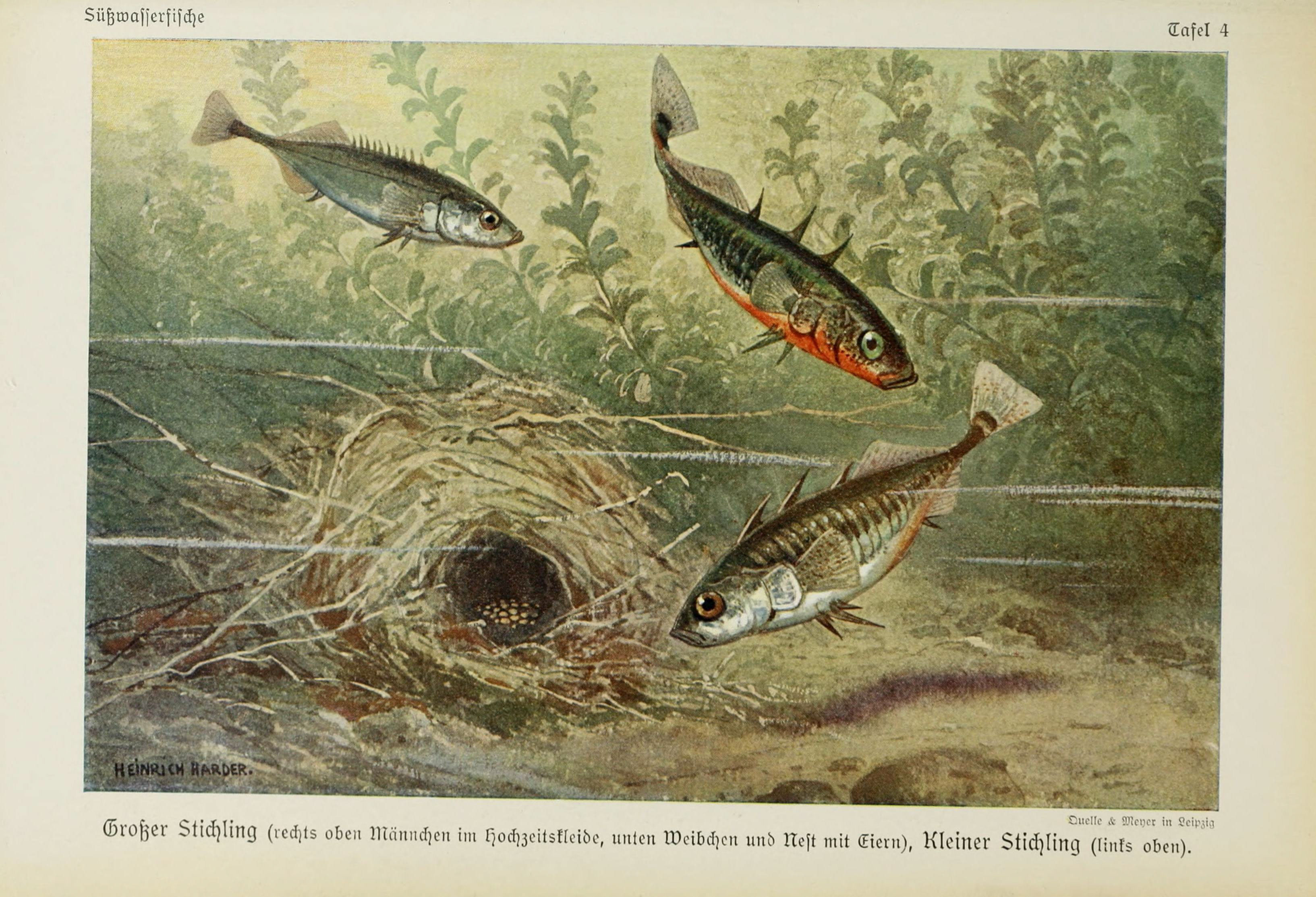
Dreistachlige Stichlinge; mittig das Männchen im bunten Hochzeitskleid, vorn das Weibchen, bei der Inspektion des Nests und links ein Jungfisch

## Funktion
Die Ausbildung des Prachtkleides dient in erster Linie der Partnerwerbung sowie der Revierabgrenzung. Da sich das Weibchen bei zahlreichen Tierarten im Rahmen der sexuellen Selektion für ihre(n) Partner entscheiden, sind es vor allem die Männchen, deren Veränderungen auffällig sind. Die Veränderung des Erscheinungsbildes wird durch Hormone ausgelöst, die die Tiere in ihrer Hypophyse bilden. Da insbesondere eine intensivere Färbung, ein üppiges Federkleid oder eine sonstige Farbveränderung, die Vitalität signalisieren soll, haben männliche Tiere, deren Ausstattung besonders prächtig und farbenfroh ist, bessere Chancen ausgewählt zu werden („Female Choice“).
Neben der Färbung können die sichtbaren Veränderungen auch die Symmetrie des Körperbaus betreffen, da diese ebenfalls als Indikator für reproduktive Fitness (Biologie) dient. Ein Beispiel hierfür ist der Kammmolch, dessen Kamm im Pracht- oder Wasserkleid anschwillt und seine gezackte Form ausprägt.
Es gibt aber auch Ausnahmen z. B. bei Vögeln (wie Odins- und Thorshühnchen), bei denen die Weibchen der aktive Teil bei der Partnerwerbung sind und daher auffallender gefärbt sind oder Sepien, wo zur Paarung beide Tiere die gleichen Farben annehmen.

## Einige Beispiele für Spezies, die ein Prachtkleid ausbilden

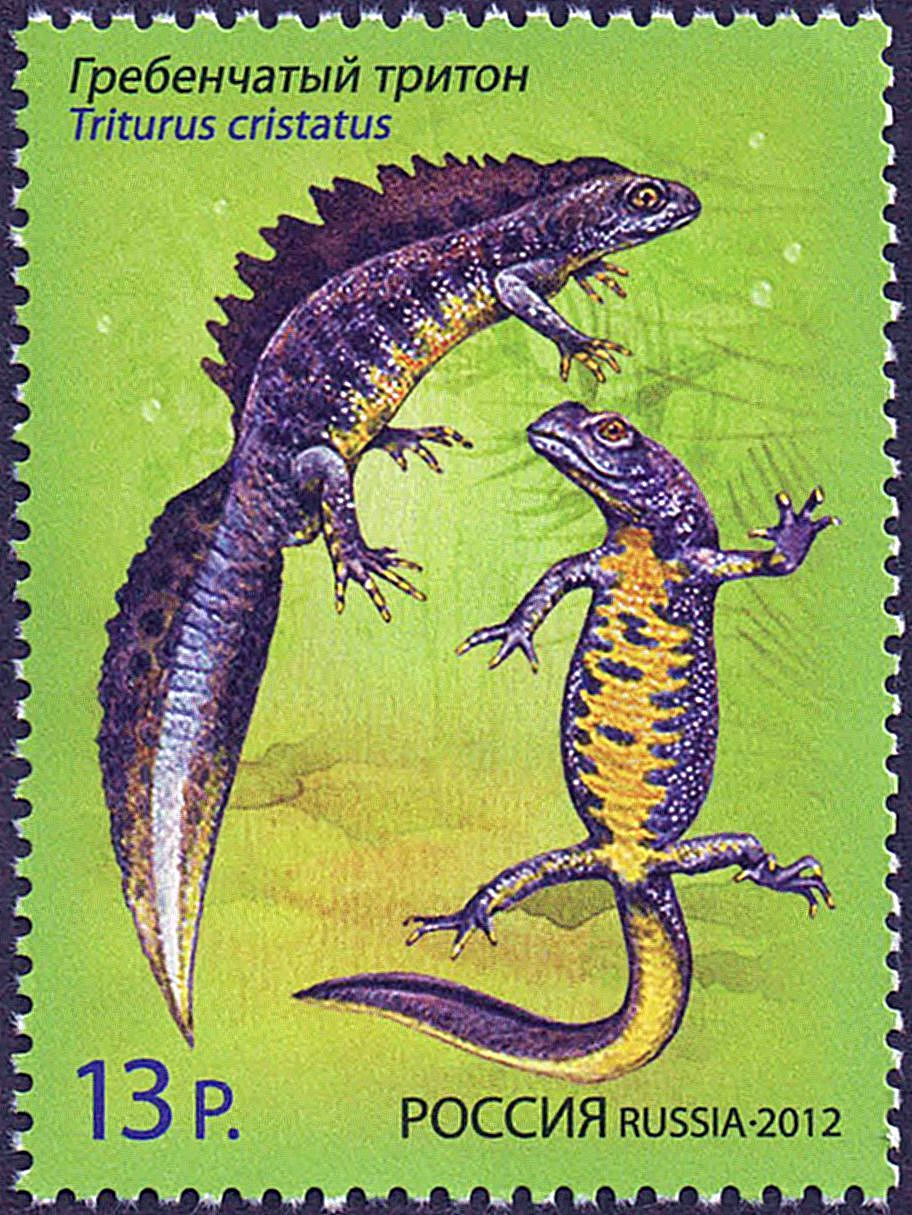
Der Kammmolch bildet seinen namensgebenden Kamm (links) als Teil seines Prachtkleides aus

In der Regel lassen sich Vogelarten sehr viel leichter bestimmen, wenn sie ihr Prachtkleid tragen, da sie dann oft charakteristische Merkmale ausbilden, die sie von ähnlichen Arten deutlich unterscheiden. Wenn Männchen und Weibchen unterschiedlich gefärbt sind, so fällt der Geschlechtsdimorphismus im Prachtkleid in der Regel viel deutlicher aus als im Schlichtkleid.

### Amphibien
- Kammmolche, z. B. der Nördliche Kammmolch[2]

### Vögel

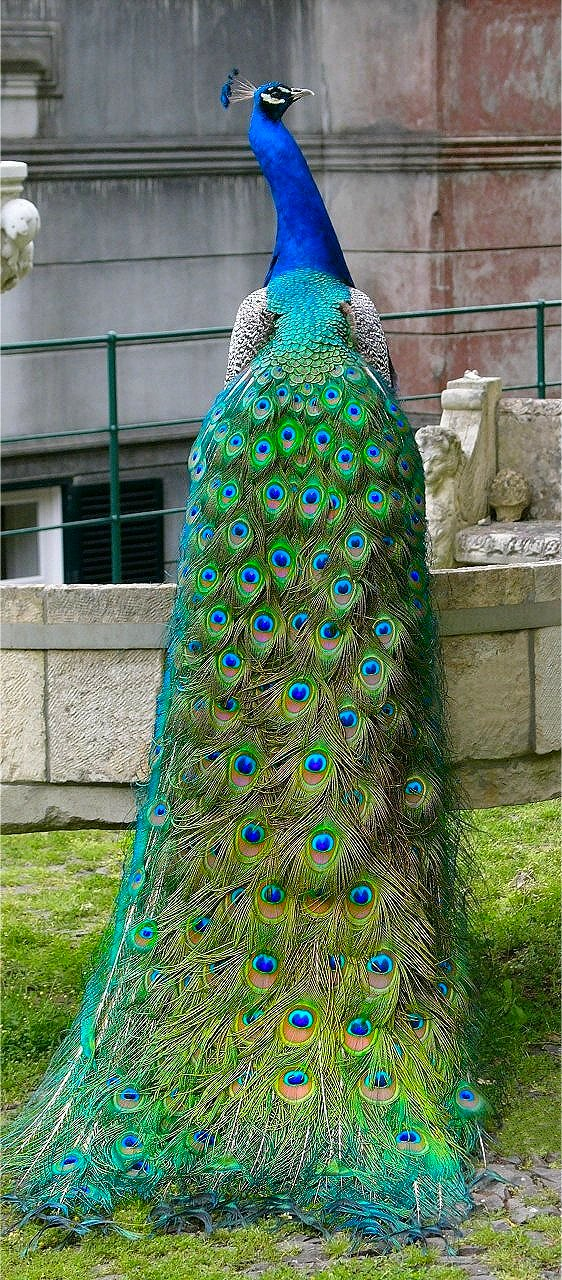
Je mehr Augen das Gefieder des Pfaus aufweist, desto eher kann er überzeugen

Vogelarten mit saisondimorphen Kleidern  tragen während der Brutzeit (in Mitteleuropa meist im ersten Halbjahr). Es wird durch (Teil-)Mauser erworben, hin und wieder auch durch Abnutzung von Federsäumen, die markante Färbungen im Schlichtkleid noch überdecken (z. B. bei Rotschwänzen, dem Star und dem Bergfink). Es ist meistens auffallender, bunter und sauberer gezeichnet als das Schlichtkleid. Für die Weibchen wird der Begriff ebenfalls verwendet, auch wenn bei ihnen die Unterschiede zwischen Pracht- und Schlichtkleid meist nicht so auffällig sind.
- Diverse Hühnervögel (z. B. das Birkhuhn) einschließlich Fasanenartige
- Viele Entenvögel
- Fast alle Möwen
- Zahlreiche Schnepfenvögel (wie der Kampfläufer)
- Zahlreiche Sperlingsvögel (wie der Star)
- Alle Paradiesvögel

### Fische
- Dreistachliger Stichling[1]
- Seehase[4]

### Weichtiere
- Sepien[3]

## Galerie

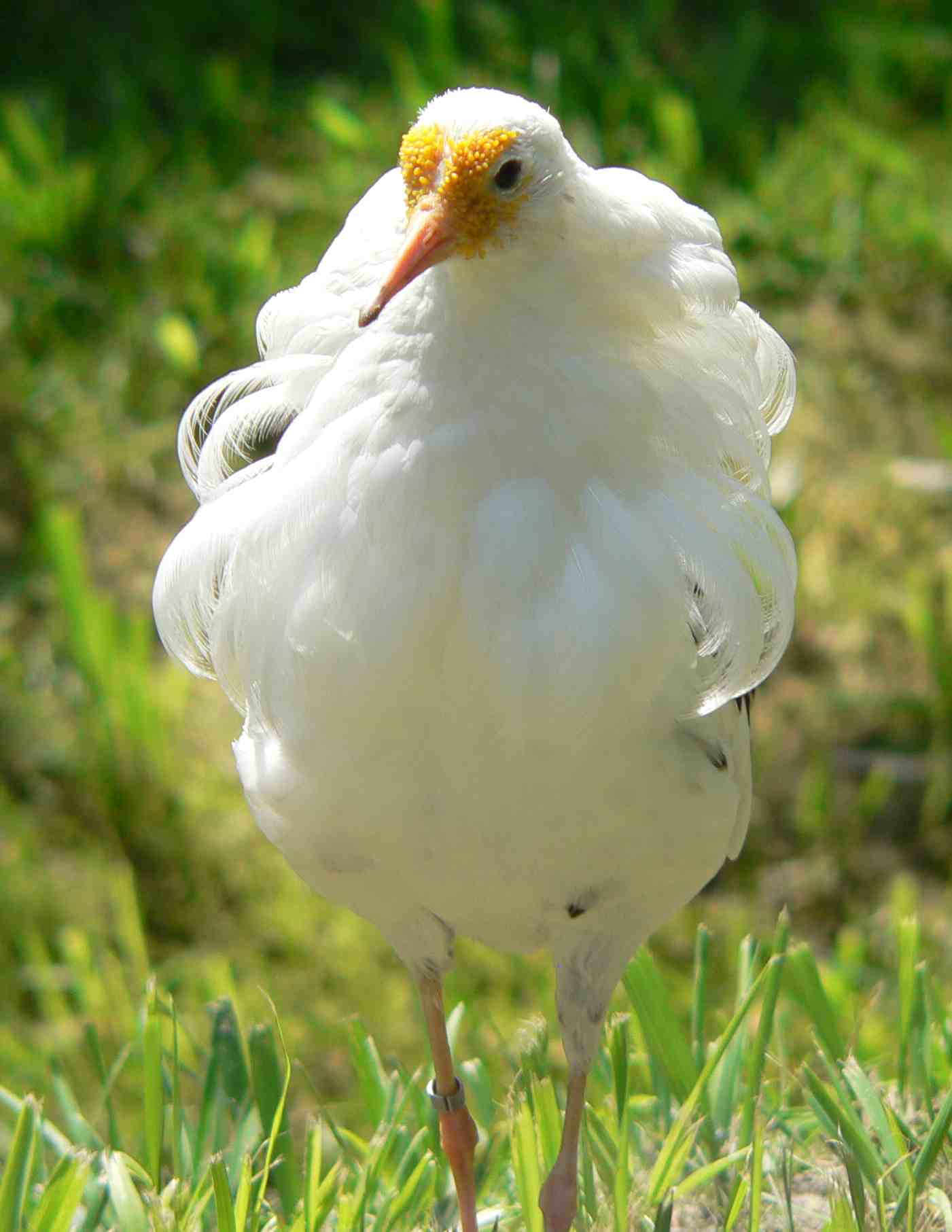
Männlicher Kampfläufer im Prachtkleid
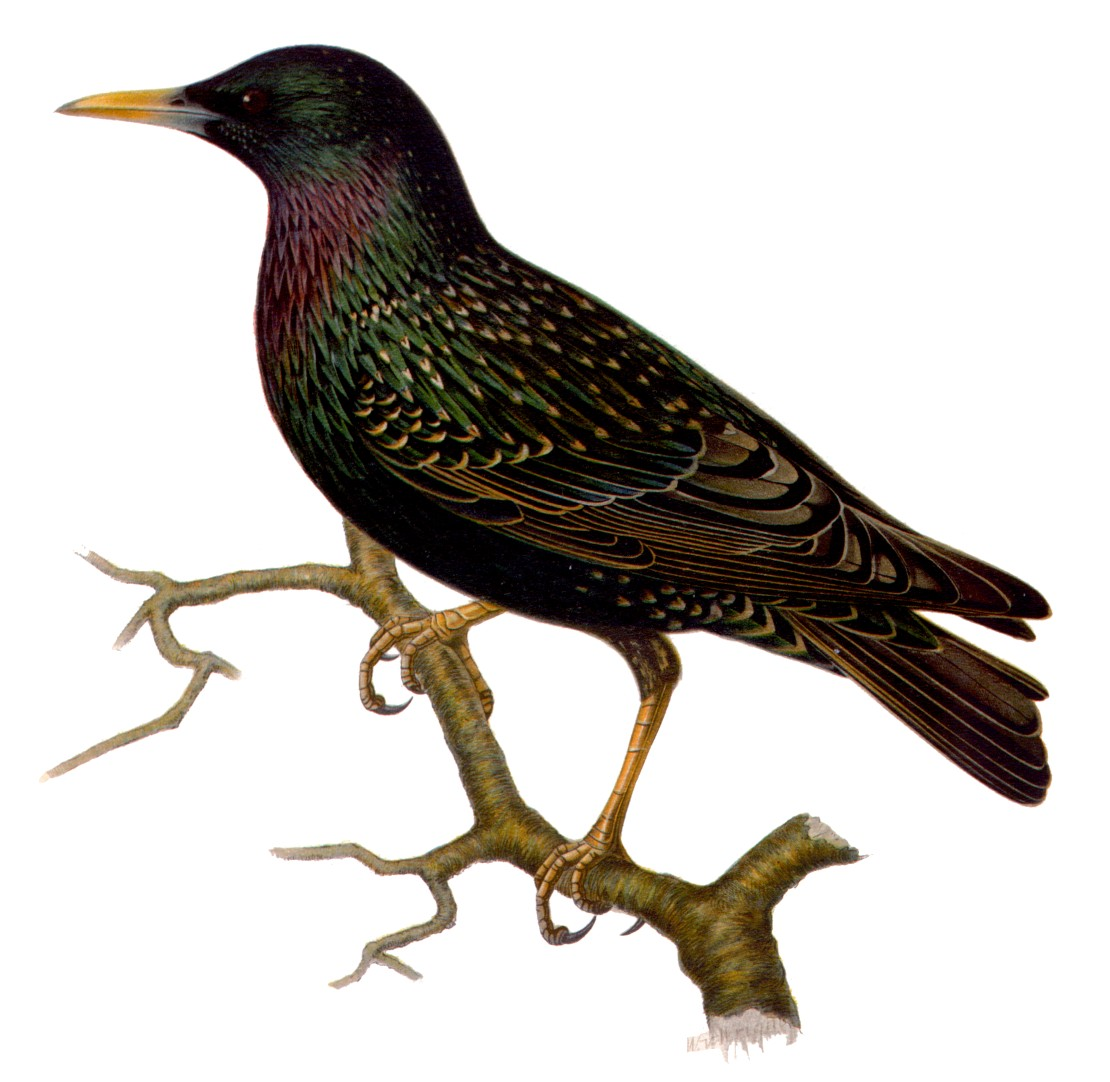
Star im Prachtkleid
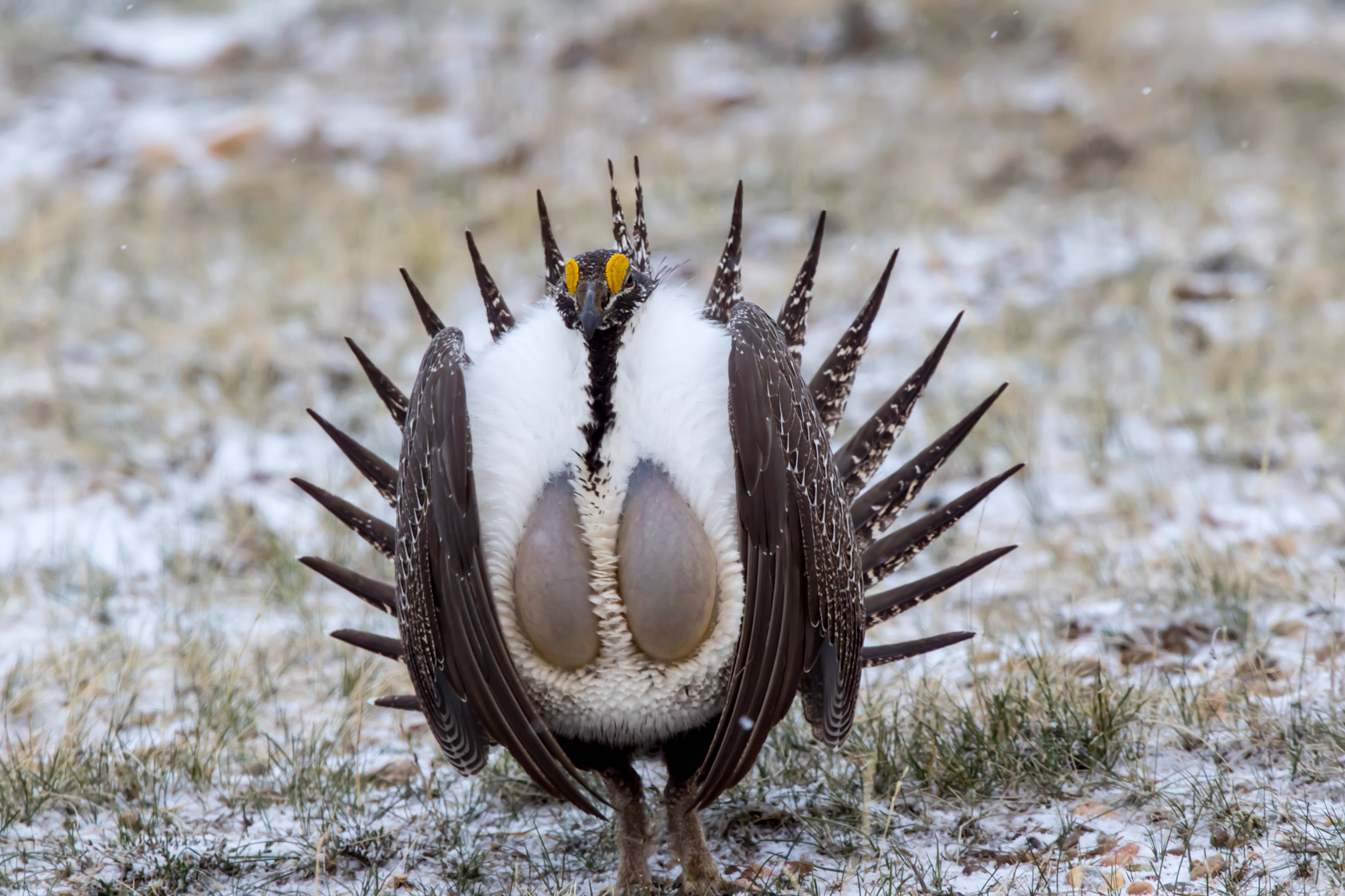
Ein männliches Beifußhuhn im Balzgefieder (Foto: Ron Knight)
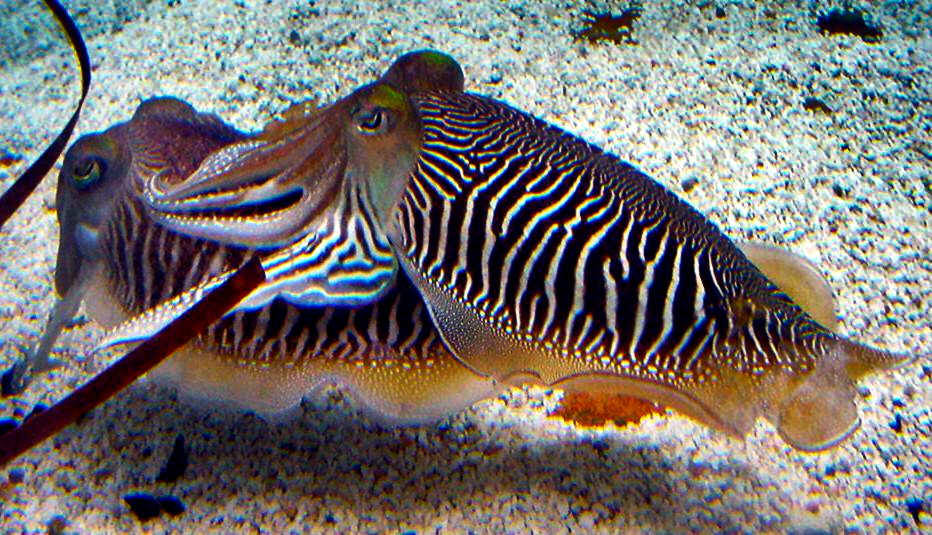
Beim Tintenfisch zeigen beide Tiere zur Paarung dieselbe Färbung